# Henry Neville (1620-1694)
Henry Neville (1620 - 22 septembre 1694) est un écrivain, satiriste et homme politique britannique. Il est surtout connu pour The Isle of Pines (1668), un conte satirique dystopique.

## Biographie
Henry Neville naît en 1620. Il étudie au Merton College d'Oxford et à l'University College d'Oxford, mais ne complète pas ses études.
En octobre 1663, après la Restauration anglaise, il est soupçonné d'avoir comploté dans le Nord de l'Angleterre. Il est emprisonné dans la tour de Londres (comme son grand-père avant lui). En mai 1664, il est relâché sans punition, car jugé inoffensif.
Ensuite, Neville ne fait plus qu'écrire, traduire et enseigner.
Il meurt le 22 septembre 1694.

## Œuvres
Son pamphlet The Parliament of Ladies (1647) crée beaucoup de controverses ; des répliques et des imitations apparaissent. Rapidement apparaît un second pamphlet, anonyme, The Ladies, a Second Time, Assembled in Parliament (1647), qui pourrait être de sa main. Trois ans plus tard paraît un autre pamphlet dans la même veine : Newes from the New Exchange, or, The Common-Wealth of Ladies (1650) ; deux éditions sortent, qui amènent quelques répliques.
En 1656, pour marquer son opposition à Oliver Cromwell, il publie deux attaques cinglantes (broadsides) : (1) Nevill versus Strood: the State of the Case et (2) A true and perfect relation of the manner and proceeding, held by the sheriffe for the county of Berk: at Redding, upon the 20th. of Aug. last 1656. En 1659, il poursuit avec Shuffling, Cutting and Dealing in a Game at Picquet.
En 1668, il publie une satire dystopique sur les sexes et la politique : The Isle of Pines. En 1680, il publie Plato Redivivus, un dialogue politique qui soutient qu'une augmentation du nombre de propriétaires immobiliers en Angleterre exige un élargissement du pouvoir politique. 
Neville a aussi traduit du latin et de l'italien, y compris des œuvres de Nicolas Machiavel (The History of Florence, The Prince et The Life of Castruccio Castracani).